# Lijst van spelers van Gold Coast United FC
Deze lijst omvat voetballers die bij de Australische voetbalclub Gold Coast United FC gespeeld hebben in de periode dat deze club in het profvoetbal actief was (2009-2012). De spelers zijn alfabetisch gerangschikt.

## A
- Anderson
- Zac Anderson

## B
- Andrew Barisic
- Jake Barker-Daish
- Paul Beekmans
- Mitch Bevan
- Daniel Bowles
- Daniel Bragg
- Joshua Brillante
- Bas van den Brink
- Chris Broadfoot
- James Brown
- Mark Byrnes

## C
- Zenon Caravella
- Mitch Cooper
- Jason Čulina
- John Curtis

## D
- Bruce Djite
- Dino Đulbić

## F
- Steve Fitzsimmons

## G
- Adam Griffiths

## H
- Ben Halloran
- Chris Harold
- Scott Higgins

## J
- Jefferson
- Peter Jungschläger

## K
- Kim Sung-kil

## L
- Chris Lucas
- Steven Luštica

## M
- Dylan Macallister
- Dylan McGowan
- Golgol Mebrahtu
- Charlie Miller
- Milson
- Tahj Minniecon
- Glen Moss

## O
- Chris O'Connor
- Matthew Osman

## P
- Steve Pantelidis
- Peter Perchtold
- Daniel Piorkowski
- Joel Porter

## R
- Kristian Rees
- Maceo Rigters
- Robson
- Ante Rožić

## S
- Jonas Salley
- Daniel Severino
- Ambes Sium
- Shane Smeltz

## T
- Michael Thwaite
- Adama Traoré
- Jerrad Tyson

## V
- Jess Vanstrattan

## W
- Ben Wearing